# خزانة القهوة
خزانة القهوة (كوفي كابينيت) عبارة عن مشروب ميلك شيك قائم على الآيس كريم يوجد بشكل حصري تقريبًا في ولاية رود آيلاند وجنوب شرق ولاية ماساتشوستس، ويتألف من آيس كريم القهوة وشراب القهوة والحليب. يتم خلط المكونات في خلاط المشروبات أو خلاط اللبن.
من بين كريمات رود آيلاند الشهيرة التي تخدمهم صيدلية ديليكتا في وارين، وڤانيلا بين الأصلي في جنوب كينغستاون. نيوبورت كريمري، سلسلة مطاعم عائلية توجد بشكل حصري تقريبًا في رود آيلاند، تقدم مجموعة متنوعة من الخزائن المصنوعة من الحليب المثلج تحت اسمالعلامة التجارية «اوفل اوفل». غالبًا ما يشار إلى الخزانة في أماكن أخرى في نيو إنجلاند على أنها فرابي. ذا سباتولا (الملعقة) عام 1903.
«الشراب الذي أصبح الأكثر شعبية هو» كوفي كابينيت «، الذي يتكون من شراب القهوة والبيض والقشدة السادة والآيس كريم والثلج المبشور، ومخفوقًا تمامًا. يُسحب التيار الخشن من الصودا ويُصفى المشروب. غالبًا ما كان يطلق على هذا المشروب: وجبة بحد ذاتها».
كما هو الحال مع داون سيتي (وسط المدينة)، فإن أصل هذا المصطلح غير معروف. أحد التفسيرات الشائعة، ولكن لا أساس لها منالصحة، هو أن نفضة الصودا أو الصيدلي احتفظ بشراب القهوة في إحدى الخزانات الخشبية المصقولة خلف المنضدة. وقد افترض البعضأيضًا أن الاسم كان نوعًا مختلفًا من مشروب يعرف باسم رويال كابينيت (خزانة القهوة الملكية)، كريمة البيض التي انتشرت لأول مرة فيشيكاغو.

## انظر ايضًا
- قهوة إسبريسو
- قهوة بالحليب